# Panevėžio Lietkabelis
Le Krepšinio Klubas Lietkabelis est un club lituanien de basket-ball évoluant dans la ville de Panevėžys et participant à la LKL soit le plus haut échelon du championnat lituanien.

## Noms successifs
- 1964: Lietkabelis
- 1993-1999 : Kalnapilis
- 1999-2000 : Sema
- 2000-2002 : Preventa-Malsena
- 2002-2003 : Malsena
- 2003-2004 : Aukštaitija
- 2004-2007 : Panevėžys
- 2007-2012 : Techasas
- Depuis 2012 : KK Lietkabelis

## Palmarès
- Finaliste du Championnat de Lituanie : 2017
- Finaliste de la Coupe de Lituanie : 2017

## Effectif 2021-2022
| N° | Joueur                | Poste       | Taille | Age |
| -- | --------------------- | ----------- | ------ | --- |
| 3  | Tadas Vaičiūnas       | Ailier      | 2,00 m | 22  |
| 4  | Nikola Radičević      | Meneur      | 1,94 m | 27  |
| 5  | Panayótis Kalaïtzákis | Ailier      | 2,00 m | 22  |
| 9  | Karolis Giedraitis    | Arrière     | 1,94 m | 23  |
| 10 | Vytenis Lipkevičius   | Ailier      | 1,95 m | 32  |
| 12 | Gabrielius Maldūnas   | Pivot       | 2,04 m | 28  |
| 13 | Kristupas Žemaitis    | Meneur      | 1,91 m | 25  |
| 14 | Kaspars Bērziņš       | Pivot       | 2,13 m | 36  |
| 17 | Gediminas Orelik      | Ailier fort | 2,00 m | 31  |
| 18 | Grantas Vasiliauskas  | Ailier fort | 2,03 m | 22  |
| 33 | Dovydas Giedraitis    | Meneur      | 1,85 m | 21  |
| 41 | Đorđe Gagić           | Pivot       | 2,10 m | 31  |

Mise à jour au 13 décembre 2021

## Galerie

Ancien logo